# Jean-Benoît Dunckel
Jean-Benoît Dunckel (Versalhes, 7 de setembro de 1969), é um músico mais conhecido por ser do duo electro Air.
Trabalhando sob o nome "Darkel", Dunckel lançou seu álbum de estréia solo, "Darkel", em setembro 2006 (dunkel é a palavra em alemão para "dark", escuridão).

## Discografia

### Álbuns
- Darkel (Astralwerks, 2006, EUA)

### Singles e EPs
- At the End of the Sky (Prototyp, 2006, Europa)